# Men Kærligheden sejrer
Men Kærligheden sejrer (originaltitel His Hour) er en amerikansk stumfilm fra 1924 af King Vidor.

## Medvirkende
- Aileen Pringle som Tamara Loraine
- John Gilbert som Gritzko
- Emily Fitzroy som Ardacheff
- Lawrence Grant som Stephen Strong
- Dale Fuller som Olga Gleboff
- Mario Carillo som Valonne
- Jacqueline Gadsden som Tatiane Shebanoff
- George Waggner som Sasha Basmanoff
- Carrie Clark Ward som Murieska